# Supersypnoides rectilinea
Supersypnoides rectilinea är en fjärilsart som beskrevs av Moore 1867. Supersypnoides rectilinea ingår i släktet Supersypnoides och familjen nattflyn. Inga underarter finns listade i Catalogue of Life.